# Los Hornitos
Los Hornitos är en ort i Mexiko.   Den ligger i kommunen Huetamo och delstaten Michoacán de Ocampo, i den södra delen av landet, 210 km sydväst om huvudstaden Mexico City. Los Hornitos ligger 226 meter över havet och antalet invånare är 143.
Terrängen runt Los Hornitos är kuperad åt sydväst, men åt nordost är den platt. Runt Los Hornitos är det ganska glesbefolkat, med 25 invånare per kvadratkilometer. Närmaste större samhälle är Huetamo de Núñez, 14,0 km norr om Los Hornitos. Omgivningarna runt Los Hornitos är en mosaik av jordbruksmark och naturlig växtlighet.